# 西村山郡

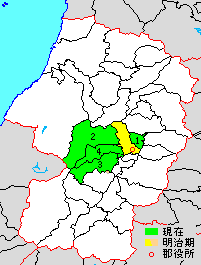
山形県西村山郡の範囲（1.河北町 2.西川町 3.朝日町 4.大江町）

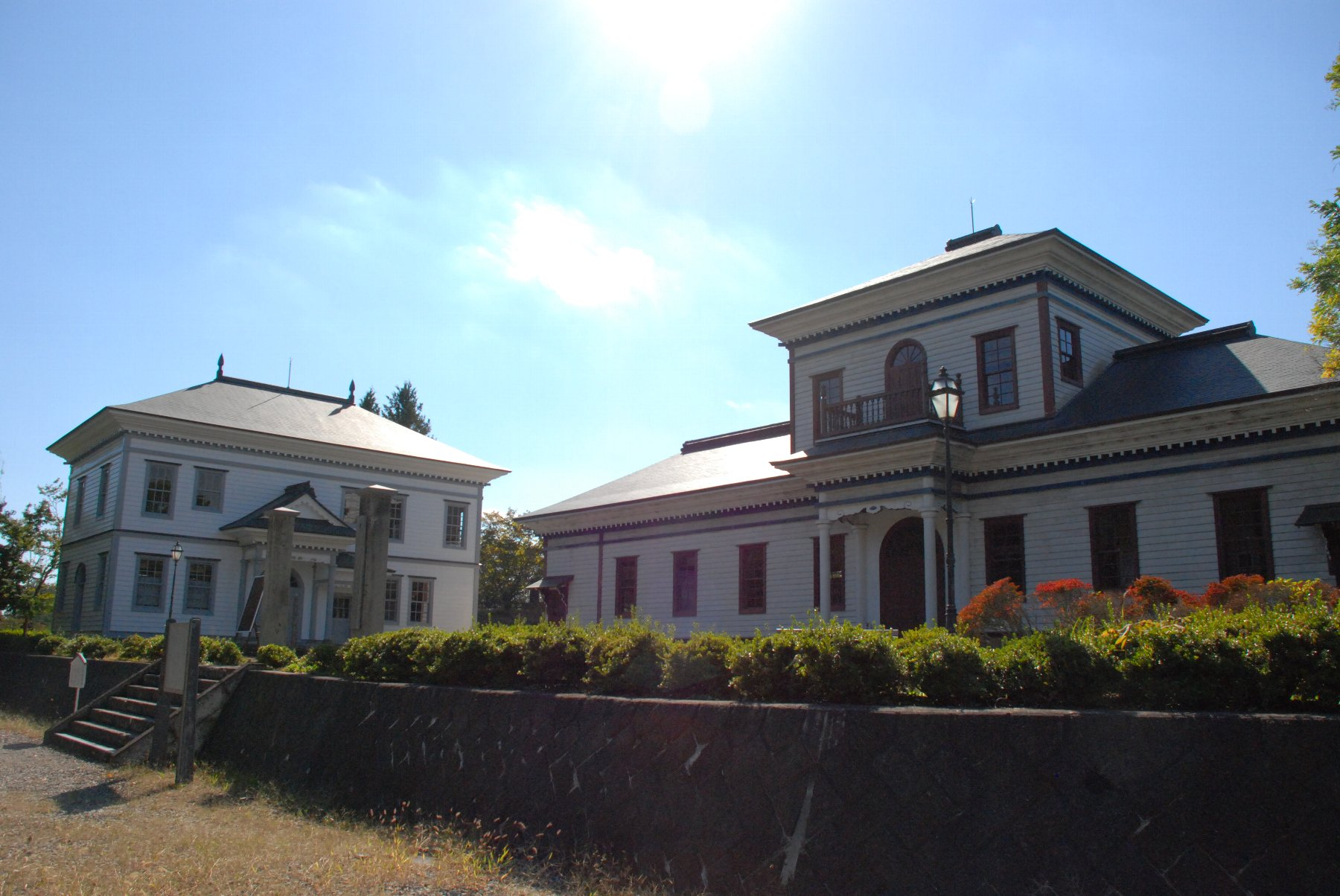
旧西村山郡役所・郡会議事堂

西村山郡（にしむらやまぐん）は、山形県の郡。
人口33,036人、面積796.53km²、人口密度41.5人/km²。（2025年3月1日、推計人口）
以下の4町を含む。
- 河北町（かほくちょう）
- 西川町（にしかわまち）
- 朝日町（あさひまち）
- 大江町（おおえまち）

## 郡域
1878年（明治11年）に行政区画として発足した当時の郡域は、上記4町のほか、下記の区域にあたる。
- 寒河江市
- 西置賜郡白鷹町（針生）

## 歴史

### 郡発足までの沿革
- 幕末時点では出羽国に所属した。「旧高旧領取調帳」に記載されている明治初年時点での、村山郡のうち後の本郡域の支配は以下の通り。幕府領は長岡代官所が管轄。●は村内に寺社領が存在。（140村）

| 知行         | 知行           | 村数 | 村名 |
| ------------ | -------------- | ---- | --- |
| 幕府領       | 幕府領         | 43村 | ●柴橋村、●米沢村、●八鍬村、清助新田村、●谷沢村、●小見村、白岩村、留場村、田代村、幸生村、海味村、間沢村、本道寺村、月岡村、砂子関村、月山沢村、志津村、●大井沢村、●貫見村、小柳村、●黒森村、沢口村、●柳川村、勝生村、小清村、●楯西村、●楯南村、●楯北村、●西根村、●新田村、仁田村、●高屋村、●島村、上小泉村、下小泉村、小泉村、●溝延村、日和田村、●箕輪村、西里村、松橋村、新町村、●大町村 |
| 藩領         | 出羽松山藩     | 70村 | 大隅村、和合村、古真木村、送橋村、下芦沢村、上芦沢村、摂待村、針生村、杉山村、上郷村、大滝村、東助巻村、四野沢村、末吉良村、新宿村、中郷村、能中村、八ツ沼村、高田村、長沼村、石須部村、立木村、白倉村、太郎村、松程村、大船木村、今平村、夏草村、赤釜村、水口村、新崩村、須野瀬村、一石楢村、雪谷村、西助巻村、西船渡村、藤田村、本富沢村、新富沢村、中沢村、粧坂村、本左中村、新左中村、栗木沢村、川通村、堂屋敷村、塩野平村、所部村、材木村、本橋上村、新橋上村、楢山村、本月布村、新月布村、大鉢村、滝野沢村、下北山村、原村、左沢村、●船渡村、●本顔好村、●十八才村、●新顔好村、●葛沢村、●上北山村、●荻袋村、本小漆川村、新小漆川村、●市野沢村、●松川村 |
| 藩領         | 上野館林藩     | 6村  | 荒町村、田井村、中郷村、●平塩村、前小路村、●本楯村 |
| 藩領         | 陸奥棚倉藩     | 5村  | 大暮山村、●大谷村、用村、深沢村、伏熊村 |
| 藩領         | 蝦夷館藩       | 5村  | ●沼山村、睦合村、綱取村、岩根沢村、水沢村 |
| 藩領         | 出羽新庄藩     | 4村  | 北口村、吉田村、岩木村、新吉田村 |
| 藩領         | 松山藩・館藩   | 2村  | 宮内村、●入間村 |
| 幕府領・藩領 | 幕府領・松山藩 | 1村  | 吉川村 |
| 幕府領・藩領 | 幕府領・新庄藩 | 1村  | 工藤小路村 |
| その他       | 寺社領         | 3村  | 慈恩寺村、大沼村、小釿村 |

- 慶応2年6月19日（1866年7月30日） - 棚倉藩が武蔵川越藩に転封。棚倉藩には陸奥白河藩が転封。
- 慶応4年
  - 2月1日（1868年2月23日） - 棚倉藩が白河藩に転封（実行されず）。
  - 9月29日（1868年11月13日） - 戊辰戦争後の処分により幕府領が酒田民政局の管轄となる。
- 明治元年
  - 12月7日（1869年1月19日） - 出羽国が分割され、村山郡は羽前国の所属となる。
  - 12月15日（1869年1月27日） - 戊辰戦争後の処分により松山藩が減封。郡内の領地は変更なし。
  - 12月24日（1869年2月5日） - 白河藩が棚倉藩に転封（現状に即した形となる）。このときの減封により郡内の領地が酒田民政局の管轄となる。
- 明治2年
  - 6月22日（1869年7月30日） - 松山藩が改称して松嶺藩となる。
  - 7月26日（1869年9月2日） - 酒田民政局の管轄区域に酒田県（第1次）が発足。
- 明治3年
  - 9月28日（1870年10月17日） - 酒田県（第1次）が県庁移転・改称して山形県となり、館林藩・館藩の領地も管轄[注 8]。
- 明治4年
  - 7月14日（1871年8月19日） - 廃藩置県により藩領が松嶺県、新庄県の管轄となる。
  - 11月2日（1871年12月13日） - 第1次府県統合により、全域が山形県（第2次）の管轄となる。
- 明治6年（1873年） - 後の北村山郡域に同名の村が存在した荻袋村が荻野村に改称。
- 明治7年（1874年）（139村）
  - 小泉村（第1次）が泉村に改称。
  - 本小漆川村・新小漆川村が合併して小漆川村となる[1][2]。
- 明治8年（1875年）（137村）
  - 上小泉村・下小泉村が合併して小泉村（第2次）となる[3][4]。
  - 東助巻村・西助巻村が合併して助巻村となる[5][6]。
  - 能中村・八ツ沼村・西船渡村が合併して三中村となる。
  - 中郷村が宮宿村に改称。
- 明治9年（1876年） （125村）
  - 本富沢村・新富沢村が合併して富沢村となる[7][8]。
  - 本橋上村・新橋上村が合併して橋上村となる[9][10]。
  - 本月布村・新月布村が合併して月布村となる[11][12]。
  - 上芦沢村・摂待村が合併して水本村となる[13][14]。
  - 本顔好村・新顔好村が合併して顔好村となる[15][16]。
  - 夏草村・赤釜村・水口村・新崩村・須野瀬村・一石楢村が合併して常盤村となる。
- 明治10年（1877年）（118村）
  - 粧坂村が大谷村に合併。
  - 本左中村・新左中村・栗木沢村・川通村・船渡村が合併して玉ノ井村となる。
  - 用村・深沢村・伏熊村が合併して三郷村となる。

### 郡発足後の沿革
- 明治11年（1878年）11月1日 - 郡区町村編制法の山形県での施行により、村山郡のうち118村に行政区画としての西村山郡が発足。郡役所が楯南村に設置。
- 明治13年（1880年） - 大隅村が和合村に合併。（117村）
- 明治14年（1881年）（109村）
  - 楯西村・楯南村・楯北村・本楯村が合併して寒河江村となる。
  - 新田村・仁田村が合併して日田村となる。
  - 小泉村（第2次）・泉村が合併して三泉村となる。
  - 末吉良村・助巻村が宮宿村に、高田村が三中村にそれぞれ合併。
- 明治15年（1882年） - 滝野沢村・下北山村・葛沢村・上北山村・小漆川村・市野沢村が合併して本郷村となる。（104村）
- 明治20年（1887年） - 松橋村・新町村・大町村・荒町村・前小路村・北口村・工藤小路村が合併して谷地村となる。（98村）

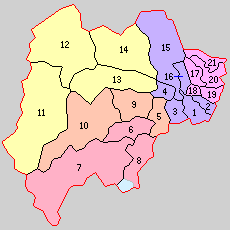
1.寒河江村 2.西根村 3.柴橋村 4.高松村 5.左沢村 6.大谷村 7.西五百川村 8.東五百川村 9.本郷村 10.七軒村 11.大井沢村 12.本道寺村 13.川土居村 14.西山村 15.白岩村 16.醍醐村 17.西里村 18.三泉村 19.溝延村 20.谷地村 21.北谷地村（紫：寒河江市 桃：河北町 赤：朝日町 橙：大江町 黄：西川町 水色：西置賜郡白鷹町）

- 明治22年（1889年）4月1日 - 町村制の施行により以下の町村が発足。（21村）
  - 寒河江村 ← 寒河江村、島村、高屋村（現・寒河江市）
  - 西根村 ← 西根村、日田村（現・寒河江市）
  - 柴橋村 ← 柴橋村、中郷村、松川村、平塩村（現・寒河江市）
  - 高松村 ← 米沢村、谷沢村、八鍬村、清助新田村（現・寒河江市）
  - 左沢村 ← 左沢村、三郷村、富沢村、小見村、藤田村（現・大江町）
  - 大谷村 ← 大谷村、大暮山村、大沼村、玉ノ井村、中沢村（現・朝日町）
  - 西五百川村 ← 常盤村、松程村、太郎村、大船木村、今平村、石須部村、立木村、白倉村、長沼村、三中村（現・朝日町）
  - 東五百川村 ← 宮宿村、新宿村、雪谷村、四野沢村、大滝村、上郷村、杉山村、古真木村、送橋村、下芦沢村、水本村、和合村（現・朝日町）、針生村（現・西置賜郡白鷹町）
  - 本郷村 ← 橋上村、本郷村、所部村、塩野平村、堂屋敷村、荻野村、材木村、顔好村、十八才村、小釿村、楢山村、月布村、大鉢村（現・大江町）
  - 七軒村 ← 貫見村、沢口村、柳川村、黒森村、小柳村、小清村、勝生村（現・大江町）
  - 大井沢村（単独村制、現・西川町）
  - 本道寺村 ← 本道寺村、砂子関村、月岡村、月山沢村、志津村（現・西川町）
  - 川土居村 ← 沼山村、原村、吉川村、入間村（現・西川町）
  - 西山村 ← 海味村、睦合村、間沢村、綱取村、岩根沢村、水沢村（現・西川町）
  - 白岩村 ← 白岩村、留場村、田代村、幸生村、宮内村（現・寒河江市）
  - 醍醐村 ← 日和田村、慈恩寺村、箕輪村（現・寒河江市）
  - 西里村（単独村制、現・河北町）
  - 三泉村（単独村制、現・寒河江市、河北町）
  - 溝延村 ← 溝延村、田井村（現・河北町）
  - 谷地村（単独村制、現・河北町）
  - 北谷地村 ← 吉田村、岩木村、新吉田村（現・河北町）
- 明治24年（1891年）4月1日 - 郡制を施行。
- 明治26年（1893年）1月7日 - 寒河江村が町制施行して寒河江町となる。（1町20村）
- 明治29年（1896年）
  - 4月2日 - 谷地村が町制施行して谷地町となる。（2町19村）
  - 8月17日 - 左沢村が町制施行して左沢町となる。（3町18村）
- 明治33年（1900年）2月8日 - 白岩村が町制施行して白岩町となる。（4町17村）
- 大正12年（1923年）4月1日 - 郡会が廃止。郡役所は存続。
- 大正15年（1926年）7月1日 - 郡役所が廃止。以降は地域区分名称となる。
- 昭和3年（1928年）4月1日 - 東五百川村が町制施行・改称して宮宿町となる。（5町16村）
- 昭和12年（1942年）7月1日 - 「西村山地方事務所」が寒河江町に設置され、本郡を管轄。
- 昭和29年（1954年）
  - 8月1日 - 寒河江町・西根村・柴橋村・高松村・醍醐村が合併して寒河江市が発足し、郡より離脱。（4町12村）
  - 10月1日（5町4村）
    - 七軒村・本郷村が合併して漆川村が発足。
    - 大井沢村・本道寺村・西山村・川土居村が合併して西川町が発足。
    - 谷地町・北谷地村・西里村・溝延村が合併して河北町が発足。

  - 11月1日
    - 宮宿町・西五百川村・大谷村が合併して朝日町が発足。
    - 白岩町・三泉村が寒河江市に編入。（4町1村）
- 昭和30年（1955年）
  - 10月10日 - 朝日町の一部（針生）が西置賜郡白鷹町に編入。
  - 12月31日 - 河北町が寒河江市の一部（旧・泉村の一部[注 9]）を編入。
- 昭和34年（1959年）8月20日 - 左沢町・漆川村が合併して大江町が発足。（4町）
- 平成13年（2001年） - 西村山地方事務所が廃止。「村山総合支庁」が山形市に設置され、山形市・寒河江市・上山市・村山市・天童市・東根市・尾花沢市・東村山郡・北村山郡とともに管轄。

### 変遷表
| 明治以前   | 明治以前   | 明治初年 - 明治10年 | 明治11年 - 明治22年 | 明治22年 4月1日 町村制施行 | 明治22年 - 昭和19年           | 昭和20年 - 昭和29年            | 昭和30年 - 現在                      | 現在            |
| ---------- | ---------- | ------------------- | ------------------- | -------------------------- | ----------------------------- | ------------------------------ | ------------------------------------ | --------------- |
| 松橋村     | 松橋村     | 松橋村              | 明治20年 谷地村     | 谷地村                     | 明治29年4月2日 町制 谷地町    | 昭和29年10月1日 河北町         | 河北町                               | 河北町          |
| 新町村     | 新町村     | 新町村              | 明治20年 谷地村     | 谷地村                     | 明治29年4月2日 町制 谷地町    | 昭和29年10月1日 河北町         | 河北町                               | 河北町          |
| 大町村     | 大町村     | 大町村              | 明治20年 谷地村     | 谷地村                     | 明治29年4月2日 町制 谷地町    | 昭和29年10月1日 河北町         | 河北町                               | 河北町          |
| 荒町村     | 荒町村     | 荒町村              | 明治20年 谷地村     | 谷地村                     | 明治29年4月2日 町制 谷地町    | 昭和29年10月1日 河北町         | 河北町                               | 河北町          |
| 前小路村   | 前小路村   | 前小路村            | 明治20年 谷地村     | 谷地村                     | 明治29年4月2日 町制 谷地町    | 昭和29年10月1日 河北町         | 河北町                               | 河北町          |
| 北口村     | 北口村     | 北口村              | 明治20年 谷地村     | 谷地村                     | 明治29年4月2日 町制 谷地町    | 昭和29年10月1日 河北町         | 河北町                               | 河北町          |
| 工藤小路村 | 工藤小路村 | 工藤小路村          | 明治20年 谷地村     | 谷地村                     | 明治29年4月2日 町制 谷地町    | 昭和29年10月1日 河北町         | 河北町                               | 河北町          |
| 吉田村     | 吉田村     | 吉田村              | 吉田村              | 北谷地村                   | 北谷地村                      | 昭和29年10月1日 河北町         | 河北町                               | 河北町          |
| 岩木村     | 岩木村     | 岩木村              | 岩木村              | 北谷地村                   | 北谷地村                      | 昭和29年10月1日 河北町         | 河北町                               | 河北町          |
| 新吉田村   | 新吉田村   | 新吉田村            | 新吉田村            | 北谷地村                   | 北谷地村                      | 昭和29年10月1日 河北町         | 河北町                               | 河北町          |
| 西里村     | 西里村     | 西里村              | 西里村              | 西里村                     | 西里村                        | 昭和29年10月1日 河北町         | 河北町                               | 河北町          |
| 溝延村     | 溝延村     | 溝延村              | 溝延村              | 溝延村                     | 溝延村                        | 昭和29年10月1日 河北町         | 河北町                               | 河北町          |
| 田井村     | 田井村     | 田井村              | 田井村              | 溝延村                     | 溝延村                        | 昭和29年10月1日 河北町         | 河北町                               | 河北町          |
| 小泉村     | 一部       | 明治7年 改称 泉村   | 明治14年 三泉村     | 三泉村                     | 三泉村                        | 昭和29年11月1日 寒河江市に編入 | 昭和30年12月31日 河北町に編入        | 河北町          |
| 小泉村     | 一部を除く | 明治7年 改称 泉村   | 明治14年 三泉村     | 三泉村                     | 三泉村                        | 昭和29年11月1日 寒河江市に編入 | 寒河江市                             | 寒河江市        |
| 上小泉村   | 上小泉村   | 明治7年 小泉村      | 明治14年 三泉村     | 三泉村                     | 三泉村                        | 昭和29年11月1日 寒河江市に編入 | 寒河江市                             | 寒河江市        |
| 下小泉村   |            | 明治7年 小泉村      | 明治14年 三泉村     | 三泉村                     | 三泉村                        | 昭和29年11月1日 寒河江市に編入 | 寒河江市                             | 寒河江市        |
| 白岩村     | 白岩村     | 白岩村              | 白岩村              | 白岩村                     | 明治33年2月8日 町制 白岩町    | 昭和29年11月1日 寒河江市に編入 | 寒河江市                             | 寒河江市        |
| 留場村     | 留場村     | 留場村              | 留場村              | 白岩村                     | 明治33年2月8日 町制 白岩町    | 昭和29年11月1日 寒河江市に編入 | 寒河江市                             | 寒河江市        |
| 田代村     | 田代村     | 田代村              | 田代村              | 白岩村                     | 明治33年2月8日 町制 白岩町    | 昭和29年11月1日 寒河江市に編入 | 寒河江市                             | 寒河江市        |
| 幸生村     | 幸生村     | 幸生村              | 幸生村              | 白岩村                     | 明治33年2月8日 町制 白岩町    | 昭和29年11月1日 寒河江市に編入 | 寒河江市                             | 寒河江市        |
| 宮内村     | 宮内村     | 宮内村              | 宮内村              | 白岩村                     | 明治33年2月8日 町制 白岩町    | 昭和29年11月1日 寒河江市に編入 | 寒河江市                             | 寒河江市        |
| 楯西村     | 楯西村     | 楯西村              | 明治14年 寒河江村   | 寒河江村                   | 明治26年1月7日 町制 寒河江町  | 昭和29年8月1日 寒河江市        | 寒河江市                             | 寒河江市        |
| 楯南村     | 楯南村     | 楯南村              | 明治14年 寒河江村   | 寒河江村                   | 明治26年1月7日 町制 寒河江町  | 昭和29年8月1日 寒河江市        | 寒河江市                             | 寒河江市        |
| 楯北村     | 楯北村     | 楯北村              | 明治14年 寒河江村   | 寒河江村                   | 明治26年1月7日 町制 寒河江町  | 昭和29年8月1日 寒河江市        | 寒河江市                             | 寒河江市        |
| 本楯村     | 本楯村     | 本楯村              | 明治14年 寒河江村   | 寒河江村                   | 明治26年1月7日 町制 寒河江町  | 昭和29年8月1日 寒河江市        | 寒河江市                             | 寒河江市        |
| 島村       | 島村       | 島村                | 島村                | 寒河江村                   | 明治26年1月7日 町制 寒河江町  | 昭和29年8月1日 寒河江市        | 寒河江市                             | 寒河江市        |
| 高屋村     | 高屋村     | 高屋村              | 高屋村              | 寒河江村                   | 明治26年1月7日 町制 寒河江町  | 昭和29年8月1日 寒河江市        | 寒河江市                             | 寒河江市        |
| 西根村     | 西根村     | 西根村              | 西根村              | 西根村                     | 西根村                        | 昭和29年8月1日 寒河江市        | 寒河江市                             | 寒河江市        |
| 新田村     | 新田村     | 新田村              | 明治14年 日田村     | 西根村                     | 西根村                        | 昭和29年8月1日 寒河江市        | 寒河江市                             | 寒河江市        |
| 仁田村     | 仁田村     | 仁田村              | 明治14年 日田村     | 西根村                     | 西根村                        | 昭和29年8月1日 寒河江市        | 寒河江市                             | 寒河江市        |
| 柴橋村     | 柴橋村     | 柴橋村              | 柴橋村              | 柴橋村                     | 柴橋村                        | 昭和29年8月1日 寒河江市        | 寒河江市                             | 寒河江市        |
| 中郷村     | 中郷村     | 中郷村              | 中郷村              | 柴橋村                     | 柴橋村                        | 昭和29年8月1日 寒河江市        | 寒河江市                             | 寒河江市        |
| 松川村     | 松川村     | 松川村              | 松川村              | 柴橋村                     | 柴橋村                        | 昭和29年8月1日 寒河江市        | 寒河江市                             | 寒河江市        |
| 平塩村     | 平塩村     | 平塩村              | 平塩村              | 柴橋村                     | 柴橋村                        | 昭和29年8月1日 寒河江市        | 寒河江市                             | 寒河江市        |
| 米沢村     | 米沢村     | 米沢村              | 米沢村              | 高松村                     | 高松村                        | 昭和29年8月1日 寒河江市        | 寒河江市                             | 寒河江市        |
| 谷沢村     | 谷沢村     | 谷沢村              | 谷沢村              | 高松村                     | 高松村                        | 昭和29年8月1日 寒河江市        | 寒河江市                             | 寒河江市        |
| 八鍬村     | 八鍬村     | 八鍬村              | 八鍬村              | 高松村                     | 高松村                        | 昭和29年8月1日 寒河江市        | 寒河江市                             | 寒河江市        |
| 清助新田村 | 清助新田村 | 清助新田村          | 清助新田村          | 高松村                     | 高松村                        | 昭和29年8月1日 寒河江市        | 寒河江市                             | 寒河江市        |
| 日和田村   | 日和田村   | 日和田村            | 日和田村            | 醍醐村                     | 醍醐村                        | 昭和29年8月1日 寒河江市        | 寒河江市                             | 寒河江市        |
| 慈恩寺村   | 慈恩寺村   | 慈恩寺村            | 慈恩寺村            | 醍醐村                     | 醍醐村                        | 昭和29年8月1日 寒河江市        | 寒河江市                             | 寒河江市        |
| 箕輪村     | 箕輪村     | 箕輪村              | 箕輪村              | 醍醐村                     | 醍醐村                        | 昭和29年8月1日 寒河江市        | 寒河江市                             | 寒河江市        |
| 大井沢村   | 大井沢村   | 大井沢村            | 大井沢村            | 大井沢村                   | 大井沢村                      | 昭和29年10月1日 西川町         | 西川町                               | 西川町          |
| 本道寺村   | 本道寺村   | 本道寺村            | 本道寺村            | 本道寺村                   | 本道寺村                      | 昭和29年10月1日 西川町         | 西川町                               | 西川町          |
| 砂子関村   | 砂子関村   | 砂子関村            | 砂子関村            | 本道寺村                   | 本道寺村                      | 昭和29年10月1日 西川町         | 西川町                               | 西川町          |
| 月岡村     | 月岡村     | 月岡村              | 月岡村              | 本道寺村                   | 本道寺村                      | 昭和29年10月1日 西川町         | 西川町                               | 西川町          |
| 月山沢村   | 月山沢村   | 月山沢村            | 月山沢村            | 本道寺村                   | 本道寺村                      | 昭和29年10月1日 西川町         | 西川町                               | 西川町          |
| 志津村     | 志津村     | 志津村              | 志津村              | 本道寺村                   | 本道寺村                      | 昭和29年10月1日 西川町         | 西川町                               | 西川町          |
| 海味村     | 海味村     | 海味村              | 海味村              | 西山村                     | 西山村                        | 昭和29年10月1日 西川町         | 西川町                               | 西川町          |
| 睦合村     | 睦合村     | 睦合村              | 睦合村              | 西山村                     | 西山村                        | 昭和29年10月1日 西川町         | 西川町                               | 西川町          |
| 間沢村     | 間沢村     | 間沢村              | 間沢村              | 西山村                     | 西山村                        | 昭和29年10月1日 西川町         | 西川町                               | 西川町          |
| 綱取村     | 綱取村     | 綱取村              | 綱取村              | 西山村                     | 西山村                        | 昭和29年10月1日 西川町         | 西川町                               | 西川町          |
| 岩根沢村   | 岩根沢村   | 岩根沢村            | 岩根沢村            | 西山村                     | 西山村                        | 昭和29年10月1日 西川町         | 西川町                               | 西川町          |
| 水沢村     | 水沢村     | 水沢村              | 水沢村              | 西山村                     | 西山村                        | 昭和29年10月1日 西川町         | 西川町                               | 西川町          |
| 沼山村     | 沼山村     | 沼山村              | 沼山村              | 川土居村                   | 川土居村                      | 昭和29年10月1日 西川町         | 西川町                               | 西川町          |
| 原村       | 原村       | 原村                | 原村                | 川土居村                   | 川土居村                      | 昭和29年10月1日 西川町         | 西川町                               | 西川町          |
| 吉川村     | 吉川村     | 吉川村              | 吉川村              | 川土居村                   | 川土居村                      | 昭和29年10月1日 西川町         | 西川町                               | 西川町          |
| 入間村     | 入間村     | 入間村              | 入間村              | 川土居村                   | 川土居村                      | 昭和29年10月1日 西川町         | 西川町                               | 西川町          |
| 左沢村     | 左沢村     | 左沢村              | 左沢村              | 左沢村                     | 明治29年8月17日 町制 左沢町   | 左沢町                         | 昭和34年8月20日 大江町               | 大江町          |
| 用村       | 用村       | 明治10年 三郷村     | 三郷村              | 左沢村                     | 明治29年8月17日 町制 左沢町   | 左沢町                         | 昭和34年8月20日 大江町               | 大江町          |
| 深沢村     |            | 明治10年 三郷村     | 三郷村              | 左沢村                     | 明治29年8月17日 町制 左沢町   | 左沢町                         | 昭和34年8月20日 大江町               | 大江町          |
| 伏熊村     |            | 明治10年 三郷村     | 三郷村              | 左沢村                     | 明治29年8月17日 町制 左沢町   | 左沢町                         | 昭和34年8月20日 大江町               | 大江町          |
| 本富沢村   | 本富沢村   | 明治9年 富沢村      | 富沢村              | 左沢村                     | 明治29年8月17日 町制 左沢町   | 左沢町                         | 昭和34年8月20日 大江町               | 大江町          |
| 新富沢村   |            | 明治9年 富沢村      | 富沢村              | 左沢村                     | 明治29年8月17日 町制 左沢町   | 左沢町                         | 昭和34年8月20日 大江町               | 大江町          |
| 小見村     | 小見村     | 小見村              | 小見村              | 左沢村                     | 明治29年8月17日 町制 左沢町   | 左沢町                         | 昭和34年8月20日 大江町               | 大江町          |
| 藤田村     | 藤田村     | 藤田村              | 藤田村              | 左沢村                     | 明治29年8月17日 町制 左沢町   | 左沢町                         | 昭和34年8月20日 大江町               | 大江町          |
| 貫見村     | 貫見村     | 貫見村              | 貫見村              | 七軒村                     | 七軒村                        | 昭和29年10月1日 漆川村         | 昭和34年8月20日 大江町               | 大江町          |
| 沢口村     | 沢口村     | 沢口村              | 沢口村              | 七軒村                     | 七軒村                        | 昭和29年10月1日 漆川村         | 昭和34年8月20日 大江町               | 大江町          |
| 柳川村     | 柳川村     | 柳川村              | 柳川村              | 七軒村                     | 七軒村                        | 昭和29年10月1日 漆川村         | 昭和34年8月20日 大江町               | 大江町          |
| 黒森村     | 黒森村     | 黒森村              | 黒森村              | 七軒村                     | 七軒村                        | 昭和29年10月1日 漆川村         | 昭和34年8月20日 大江町               | 大江町          |
| 小柳村     | 小柳村     | 小柳村              | 小柳村              | 七軒村                     | 七軒村                        | 昭和29年10月1日 漆川村         | 昭和34年8月20日 大江町               | 大江町          |
| 小清村     | 小清村     | 小清村              | 小清村              | 七軒村                     | 七軒村                        | 昭和29年10月1日 漆川村         | 昭和34年8月20日 大江町               | 大江町          |
| 勝生村     | 勝生村     | 勝生村              | 勝生村              | 七軒村                     | 七軒村                        | 昭和29年10月1日 漆川村         | 昭和34年8月20日 大江町               | 大江町          |
| 本橋上村   | 本橋上村   | 明治9年 橋上村      | 橋上村              | 本郷村                     | 本郷村                        | 昭和29年10月1日 漆川村         | 昭和34年8月20日 大江町               | 大江町          |
| 新橋上村   |            | 明治9年 橋上村      | 橋上村              | 本郷村                     | 本郷村                        | 昭和29年10月1日 漆川村         | 昭和34年8月20日 大江町               | 大江町          |
| 滝野沢村   | 滝野沢村   | 滝野沢村            | 明治15年 本郷村     | 本郷村                     | 本郷村                        | 昭和29年10月1日 漆川村         | 昭和34年8月20日 大江町               | 大江町          |
| 下北山村   | 下北山村   | 下北山村            | 明治15年 本郷村     | 本郷村                     | 本郷村                        | 昭和29年10月1日 漆川村         | 昭和34年8月20日 大江町               | 大江町          |
| 葛沢村     | 葛沢村     | 葛沢村              | 明治15年 本郷村     | 本郷村                     | 本郷村                        | 昭和29年10月1日 漆川村         | 昭和34年8月20日 大江町               | 大江町          |
| 上北山村   | 上北山村   | 上北山村            | 明治15年 本郷村     | 本郷村                     | 本郷村                        | 昭和29年10月1日 漆川村         | 昭和34年8月20日 大江町               | 大江町          |
| 本小漆川村 | 本小漆川村 | 明治9年 小漆川村    | 明治15年 本郷村     | 本郷村                     | 本郷村                        | 昭和29年10月1日 漆川村         | 昭和34年8月20日 大江町               | 大江町          |
| 新小漆川村 |            | 明治9年 小漆川村    | 明治15年 本郷村     | 本郷村                     | 本郷村                        | 昭和29年10月1日 漆川村         | 昭和34年8月20日 大江町               | 大江町          |
| 市野沢村   | 市野沢村   | 市野沢村            | 明治15年 本郷村     | 本郷村                     | 本郷村                        | 昭和29年10月1日 漆川村         | 昭和34年8月20日 大江町               | 大江町          |
| 所部村     | 所部村     | 所部村              | 所部村              | 本郷村                     | 本郷村                        | 昭和29年10月1日 漆川村         | 昭和34年8月20日 大江町               | 大江町          |
| 塩野平村   | 塩野平村   | 塩野平村            | 塩野平村            | 本郷村                     | 本郷村                        | 昭和29年10月1日 漆川村         | 昭和34年8月20日 大江町               | 大江町          |
| 堂屋敷村   | 堂屋敷村   | 堂屋敷村            | 堂屋敷村            | 本郷村                     | 本郷村                        | 昭和29年10月1日 漆川村         | 昭和34年8月20日 大江町               | 大江町          |
| 荻袋村     | 荻袋村     | 明治6年 改称 荻野村 | 荻野村              | 本郷村                     | 本郷村                        | 昭和29年10月1日 漆川村         | 昭和34年8月20日 大江町               | 大江町          |
| 材木村     | 材木村     | 材木村              | 材木村              | 本郷村                     | 本郷村                        | 昭和29年10月1日 漆川村         | 昭和34年8月20日 大江町               | 大江町          |
| 本顔好村   | 本顔好村   | 明治9年 顔好村      | 顔好村              | 本郷村                     | 本郷村                        | 昭和29年10月1日 漆川村         | 昭和34年8月20日 大江町               | 大江町          |
| 新顔好村   |            | 明治9年 顔好村      | 顔好村              | 本郷村                     | 本郷村                        | 昭和29年10月1日 漆川村         | 昭和34年8月20日 大江町               | 大江町          |
| 十八才村   | 十八才村   | 十八才村            | 十八才村            | 本郷村                     | 本郷村                        | 昭和29年10月1日 漆川村         | 昭和34年8月20日 大江町               | 大江町          |
| 小釿村     | 小釿村     | 小釿村              | 小釿村              | 本郷村                     | 本郷村                        | 昭和29年10月1日 漆川村         | 昭和34年8月20日 大江町               | 大江町          |
| 楢山村     | 楢山村     | 楢山村              | 楢山村              | 本郷村                     | 本郷村                        | 昭和29年10月1日 漆川村         | 昭和34年8月20日 大江町               | 大江町          |
| 本月布村   | 本月布村   | 明治9年 月布村      | 月布村              | 本郷村                     | 本郷村                        | 昭和29年10月1日 漆川村         | 昭和34年8月20日 大江町               | 大江町          |
| 新月布村   |            | 明治9年 月布村      | 月布村              | 本郷村                     | 本郷村                        | 昭和29年10月1日 漆川村         | 昭和34年8月20日 大江町               | 大江町          |
| 大鉢村     | 大鉢村     | 大鉢村              | 大鉢村              | 本郷村                     | 本郷村                        | 昭和29年10月1日 漆川村         | 昭和34年8月20日 大江町               | 大江町          |
| 大谷村     | 大谷村     | 明治10年 大谷村     | 大谷村              | 大谷村                     | 大谷村                        | 昭和29年11月1日 朝日町         | 朝日町                               | 朝日町          |
| 粧坂村     |            | 明治10年 大谷村     | 大谷村              | 大谷村                     | 大谷村                        | 昭和29年11月1日 朝日町         | 朝日町                               | 朝日町          |
| 大暮山村   | 大暮山村   | 大暮山村            | 大暮山村            | 大谷村                     | 大谷村                        | 昭和29年11月1日 朝日町         | 朝日町                               | 朝日町          |
| 大沼村     | 大沼村     | 大沼村              | 大沼村              | 大谷村                     | 大谷村                        | 昭和29年11月1日 朝日町         | 朝日町                               | 朝日町          |
| 本左中村   | 本左中村   | 明治10年 玉ノ井村   | 玉ノ井村            | 大谷村                     | 大谷村                        | 昭和29年11月1日 朝日町         | 朝日町                               | 朝日町          |
| 新左中村   |            | 明治10年 玉ノ井村   | 玉ノ井村            | 大谷村                     | 大谷村                        | 昭和29年11月1日 朝日町         | 朝日町                               | 朝日町          |
| 栗木沢村   |            | 明治10年 玉ノ井村   | 玉ノ井村            | 大谷村                     | 大谷村                        | 昭和29年11月1日 朝日町         | 朝日町                               | 朝日町          |
| 川通村     |            | 明治10年 玉ノ井村   | 玉ノ井村            | 大谷村                     | 大谷村                        | 昭和29年11月1日 朝日町         | 朝日町                               | 朝日町          |
| 船渡村     |            | 明治10年 玉ノ井村   | 玉ノ井村            | 大谷村                     | 大谷村                        | 昭和29年11月1日 朝日町         | 朝日町                               | 朝日町          |
| 中沢村     | 中沢村     | 中沢村              | 中沢村              | 大谷村                     | 大谷村                        | 昭和29年11月1日 朝日町         | 朝日町                               | 朝日町          |
| 夏草村     | 夏草村     | 明治9年 常盤村      | 常盤村              | 西五百川村                 | 西五百川村                    | 昭和29年11月1日 朝日町         | 朝日町                               | 朝日町          |
| 赤釜村     |            | 明治9年 常盤村      | 常盤村              | 西五百川村                 | 西五百川村                    | 昭和29年11月1日 朝日町         | 朝日町                               | 朝日町          |
| 水口村     |            | 明治9年 常盤村      | 常盤村              | 西五百川村                 | 西五百川村                    | 昭和29年11月1日 朝日町         | 朝日町                               | 朝日町          |
| 新崩村     |            | 明治9年 常盤村      | 常盤村              | 西五百川村                 | 西五百川村                    | 昭和29年11月1日 朝日町         | 朝日町                               | 朝日町          |
| 須野瀬村   |            | 明治9年 常盤村      | 常盤村              | 西五百川村                 | 西五百川村                    | 昭和29年11月1日 朝日町         | 朝日町                               | 朝日町          |
| 一石楢村   |            | 明治9年 常盤村      | 常盤村              | 西五百川村                 | 西五百川村                    | 昭和29年11月1日 朝日町         | 朝日町                               | 朝日町          |
| 松程村     | 松程村     | 松程村              | 松程村              | 西五百川村                 | 西五百川村                    | 昭和29年11月1日 朝日町         | 朝日町                               | 朝日町          |
| 太郎村     | 太郎村     | 太郎村              | 太郎村              | 西五百川村                 | 西五百川村                    | 昭和29年11月1日 朝日町         | 朝日町                               | 朝日町          |
| 大船木村   | 大船木村   | 大船木村            | 大船木村            | 西五百川村                 | 西五百川村                    | 昭和29年11月1日 朝日町         | 朝日町                               | 朝日町          |
| 今平村     | 今平村     | 今平村              | 今平村              | 西五百川村                 | 西五百川村                    | 昭和29年11月1日 朝日町         | 朝日町                               | 朝日町          |
| 石須部村   | 石須部村   | 石須部村            | 石須部村            | 西五百川村                 | 西五百川村                    | 昭和29年11月1日 朝日町         | 朝日町                               | 朝日町          |
| 立木村     | 立木村     | 立木村              | 立木村              | 西五百川村                 | 西五百川村                    | 昭和29年11月1日 朝日町         | 朝日町                               | 朝日町          |
| 白倉村     | 白倉村     | 白倉村              | 白倉村              | 西五百川村                 | 西五百川村                    | 昭和29年11月1日 朝日町         | 朝日町                               | 朝日町          |
| 長沼村     | 長沼村     | 長沼村              | 長沼村              | 西五百川村                 | 西五百川村                    | 昭和29年11月1日 朝日町         | 朝日町                               | 朝日町          |
| 能中村     | 能中村     | 明治8年 三中村      | 明治14年 三中村     | 西五百川村                 | 西五百川村                    | 昭和29年11月1日 朝日町         | 朝日町                               | 朝日町          |
| 八ツ沼村   |            | 明治8年 三中村      | 明治14年 三中村     | 西五百川村                 | 西五百川村                    | 昭和29年11月1日 朝日町         | 朝日町                               | 朝日町          |
| 西船渡村   |            | 明治8年 三中村      | 明治14年 三中村     | 西五百川村                 | 西五百川村                    | 昭和29年11月1日 朝日町         | 朝日町                               | 朝日町          |
| 高田村     | 高田村     | 高田村              | 明治14年 三中村     | 西五百川村                 | 西五百川村                    | 昭和29年11月1日 朝日町         | 朝日町                               | 朝日町          |
| 中郷村     | 中郷村     | 明治8年 改称 宮宿村 | 明治14年 宮宿村     | 東五百川村                 | 昭和3年4月1日 町制改称 宮宿町 | 昭和29年11月1日 朝日町         | 朝日町                               | 朝日町          |
| 末吉良村   | 末吉良村   | 末吉良村            | 明治14年 宮宿村     | 東五百川村                 | 昭和3年4月1日 町制改称 宮宿町 | 昭和29年11月1日 朝日町         | 朝日町                               | 朝日町          |
| 東助巻村   | 東助巻村   | 明治8年 助巻村      | 明治14年 宮宿村     | 東五百川村                 | 昭和3年4月1日 町制改称 宮宿町 | 昭和29年11月1日 朝日町         | 朝日町                               | 朝日町          |
| 西助巻村   |            | 明治8年 助巻村      | 明治14年 宮宿村     | 東五百川村                 | 昭和3年4月1日 町制改称 宮宿町 | 昭和29年11月1日 朝日町         | 朝日町                               | 朝日町          |
| 新宿村     | 新宿村     | 新宿村              | 新宿村              | 東五百川村                 | 昭和3年4月1日 町制改称 宮宿町 | 昭和29年11月1日 朝日町         | 朝日町                               | 朝日町          |
| 雪谷村     | 雪谷村     | 雪谷村              | 雪谷村              | 東五百川村                 | 昭和3年4月1日 町制改称 宮宿町 | 昭和29年11月1日 朝日町         | 朝日町                               | 朝日町          |
| 四野沢村   | 四野沢村   | 四野沢村            | 四野沢村            | 東五百川村                 | 昭和3年4月1日 町制改称 宮宿町 | 昭和29年11月1日 朝日町         | 朝日町                               | 朝日町          |
| 大滝村     | 大滝村     | 大滝村              | 大滝村              | 東五百川村                 | 昭和3年4月1日 町制改称 宮宿町 | 昭和29年11月1日 朝日町         | 朝日町                               | 朝日町          |
| 上郷村     | 上郷村     | 上郷村              | 上郷村              | 東五百川村                 | 昭和3年4月1日 町制改称 宮宿町 | 昭和29年11月1日 朝日町         | 朝日町                               | 朝日町          |
| 杉山村     | 杉山村     | 杉山村              | 杉山村              | 東五百川村                 | 昭和3年4月1日 町制改称 宮宿町 | 昭和29年11月1日 朝日町         | 朝日町                               | 朝日町          |
| 古真木村   | 古真木村   | 古真木村            | 古真木村            | 東五百川村                 | 昭和3年4月1日 町制改称 宮宿町 | 昭和29年11月1日 朝日町         | 朝日町                               | 朝日町          |
| 送橋村     | 送橋村     | 送橋村              | 送橋村              | 東五百川村                 | 昭和3年4月1日 町制改称 宮宿町 | 昭和29年11月1日 朝日町         | 朝日町                               | 朝日町          |
| 下芦沢村   | 下芦沢村   | 下芦沢村            | 下芦沢村            | 東五百川村                 | 昭和3年4月1日 町制改称 宮宿町 | 昭和29年11月1日 朝日町         | 朝日町                               | 朝日町          |
| 上芦沢村   | 上芦沢村   | 明治9年 水本村      | 水本村              | 東五百川村                 | 昭和3年4月1日 町制改称 宮宿町 | 昭和29年11月1日 朝日町         | 朝日町                               | 朝日町          |
| 摂待村     |            | 明治9年 水本村      | 水本村              | 東五百川村                 | 昭和3年4月1日 町制改称 宮宿町 | 昭和29年11月1日 朝日町         | 朝日町                               | 朝日町          |
| 和合村     | 和合村     | 和合村              | 明治13年 和合村     | 東五百川村                 | 昭和3年4月1日 町制改称 宮宿町 | 昭和29年11月1日 朝日町         | 朝日町                               | 朝日町          |
| 大隅村     | 大隅村     | 大隅村              | 明治13年 和合村     | 東五百川村                 | 昭和3年4月1日 町制改称 宮宿町 | 昭和29年11月1日 朝日町         | 朝日町                               | 朝日町          |
| 針生村     | 針生村     | 針生村              | 針生村              | 東五百川村                 | 昭和3年4月1日 町制改称 宮宿町 | 昭和29年11月1日 朝日町         | 昭和30年10月1日 西置賜郡白鷹町に編入 | 西置賜郡 白鷹町 |

## 行政
歴代郡長
| 代 | 氏名 | 就任年月日                | 退任年月日                | 備考                   |
| -- | ---- | ------------------------- | ------------------------- | ---------------------- |
| 1  |      | 明治11年（1878年）11月1日 |                           |                        |
|    |      |                           | 大正15年（1926年）6月30日 | 郡役所廃止により、廃官 |